# Ариэль (город)
Ариэ́ль (ивр. אֲרִיאֵל‎) — израильский город, расположенный в Самарии на Западном берегу реки Иордан. Основан в 1978 году, получил статус города в 1998 году. Один из крупнейших городов округа Иудея и Самария.
По данным Центрального статистического бюро Израиля, население на начало 2020 года составляло 20 540 человек. Население Ариэля в основном светское. В городе расположен Ариэльский университет.
С момента основания город носит название «Ариэль» (одно из имён Иерусалима), являясь культурным, экономическим и административным центром для всех населенных пунктов Самарии.

## Расположение
Ариэль расположен на высоте 570—730 м над уровнем моря. Городская территория, находящаяся в ведении муниципалитета, около 1200 гектаров, застроена лишь частично.
Ариэль находится примерно в получасе езды от Тель-Авива по Транс-самарийскому шоссе.
Существует план построить железную дорогу, которая соединит Рош-ха-Аин с Ариэлем и, таким образом, Ариэль будет подключен к железнодорожной системе Израильских железных дорог.

## История
В начале 1978 года организовалась группа израильтян, которые решили найти место на холмах северной части Самарии, чтобы создать новый жилой район. Группа сделала официальный запрос к правительству с просьбой выделить место для строительства нового жилого района и получила от Армии Обороны Израиля три варианта: область около «одинокого дерева» (впоследствии ставшая посёлком Баркан); область, которая позже станет посёлком Кфар-Тапуах; и холм рядом с Кифл-Харес, который местные арабы называли «Джабель Мават» («Холм смерти»), из-за негостеприимной местности.
Поселенцы выбрали это место из-за его стратегического расположения на пути возможного вторжения иорданских войск в направлении центра Израиля и города Тель-Авива. Весной 1978 года часть группы установила палатки на выбранном холме, в августе 1978 года там проживало в общей сложности около сорока семей.
Первоначально все члены группы прошли через процесс отбора, для того, чтобы получить надлежащее сочетание квалифицированных взрослых и молодых семей, которые были бы психологически готовы выдержать становление нового посёлка с нуля, с ограниченной инфраструктурой и без современных удобств. Тогда в том районе не существовало асфальтированных дорог. Вода подвозилась периодически на автоцистернах. Электричество было представлено только дизель-генератором, поскольку в этой области не существовало также и электрических сетей. Палатки были заменены сборными блочными домиками, которые служили и жильём, и школой, и больницей. 1 сентября 1978 года был официально открыт первый учебный год в школе посёлка.
По мере роста общины к ней присоединялись разнородные группы населения, в том числе традиционные ортодоксальные евреи, хотя город сохраняет свой преимущественно светский характер. Город теперь включает в себя четырнадцать синагог различных направлений ортодоксального иудаизма.
Должность председателя муниципального совета Ариэля, а затем мэра города занимал Рон Нахман в 1977-81 годах и с 1985 по 2013 годы. В период 1981—1985 годов мэром Ариэля был Яков Файтельсон. После смерти действующего мэра Ариэля Рона Нахмана в январе 2013 года, городской совет избрал исполняющим обязанности Элияху (Эли) Шавиро, которого на выборах 22 октября 2013 года избрали мэром.
В 2009 году городской совет принял решение о том, что городу присваивается имя Ариэля Шарона. Однако в 2010 году правительственная комиссия, занимающаяся названиями населенных пунктов Израиля, решила, что городу Ариэль не будет присвоено имя бывшего премьер-министра.
29 сентября 2014 года подписан договор о побратимстве с городом Чадыр-Лунга (Молдавия, АТО Гагаузия).
С 27 декабря 2023 года в городе находится консульство Папуа — Новой Гвинеи, которая стала первой страной в мире, открывшей консульство в Иудее и Самарии.

## Статистика
По данным Центрального статистического бюро Израиля, население на начало 2020 года составляло 20 540 человек.
Значительную часть населения города составляют выходцы из бывшего СССР. Ариэль является центром израильских поселений в Самарии.
В Ариэле расположен Ариэльский университет (до декабря 2012 года — «Университетский центр Самарии в Ариэле»).
В городе рядом с кампусом Ариэльского университета находится полицейский участок, служащий штаб-квартирой Самарийского района в составе округа «Иудея и Самария».

## Правовой статус
Ариэль расположен на территории Западного берега реки Иордан. В период с Войны за независимость Израиля (1947—1949) эта территория была оккупирована Иорданией и в 1950 году аннексирована ей, но затем завоёвана Израилем в ходе Шестидневной войны (1967). Израиль считает эти территории спорными, большинство мирового сообщества и ООН — оккупированными палестинскими территориями.
В 2004 году председатель ПНА Махмуд Аббас заявил «Мы привержены национальным принципам и … не приемлем поселения, такие как Маале Адумим, Гуш Эцион и Ариэль».
В 2006 году премьер-министр Израиля Эхуд Ольмерт заявил «… я хочу внести ясность, блок Ариэль — это неотчуждаемая часть Израиля при любых обстоятельствах… Ариэль — это и есть Израиль». Такой же точки зрения придерживались и предыдущие, и последующие правительства Израиля.
В августе 2025 года в качестве демонстрации поддержки США израильской поселенческой деятельности Ариэль посетила делегация американской администрации во главе со спикером Палаты представителей Майком Джонсоном. Это был первый визит столь высокопоставленного американского должностного лица в Иудею и Самарию. В составе делегации также были посол США в Израиле Майк Хакаби, губернатор Арканзаса Сара Хакаби Сандерс и 15 членов Конгресса США. Майк Джонсон заявил во время визита: «Каждый уголок этой земли важен для нас. Быть здесь, в месте, где зародилась наша вера, имеет огромное значение. Библия учит, что Иудея и Самария были обещаны еврейскому народу, и они принадлежат вам по праву. Мир может не видеть этого таким образом, но мы видим».

## Случаи бойкота
Ариэльский университет иногда подвергается бойкоту со стороны израильских и международных академических организаций из-за правового статуса территории, на которой расположен город.
В августе 2010 года 36 артистов израильских театров подписали письмо, в котором принципиально отказались выступать в планируемых гастролях израильских театров в новом зале культуры в Ариэле по причине того, что город находится на «оккупированных» территориях. После «бури, вызванной письмом» пятеро из подписавших его сняли свои подписи, обвинив организаторов в том, что «их не ознакомили с целями и содержанием призыва к бойкоту Ариэля», а двое из них заявили, что не имеют никакого отношения к этому письму и их фамилии были использованы без их согласия. Позже письмо поддержали примерно 150 деятелей науки Израиля, также отказавшихся проводить лекции в поселениях на оккупированных Израилем территориях. 30 августа 2010 года у театра Габима была проведена демонстрация в поддержку бойкота Ариэля с участием депутатов от партий Мерец и Хадаш, генерального секретаря движения Шалом Ахшав Ярива Оппенгеймера, писателя Йегошуа Соболя и других. Новостной сайт Newsru.co.il назвал эту акцию «ультралевым маршем».
Против письма решительно выступил премьер-министр Нетанияху, сказавший, что «бойкотирующие Ариэль не получат финансирование» государства, а министр культуры и спорта Лимор Ливнат, «тоже осудившая актёров, сообщила, что в настоящее время список спектаклей в новом Дворце культуры в Ариэле остался без изменений». Мэр города Рон Нахман «обвинил актёров в двуличии, а также предложил им заниматься политикой в Кнессете, а не в театре». 40 депутатов Кнессета подписали инициативу, согласно которой «срыв спектакля из-за бойкота повлечёт за собой прекращение государственного финансирования данного театра». Экономический обозреватель Йегуда Шарони в интервью радиостанции Коль Исраэль подчеркнул, что поддержавшие письмо «своими действиями причиняют огромный ущерб Израилю, вынужденному постоянно бороться с бойкотами». С резким осуждением бойкота выступил Юридический форум в защиту Эрец-Исраэль. Также активистами-добровольцами был организован автопробег под девизами «Ариэль — это Израиль» и «Артисты бойкотируют — караван идёт», из центра Израиля в Ариэль с целью поддержки ариэльцев и в знак протеста против бойкота.